# 안드레아 카르네발레
안드레아 카르네발레,OMRI 기사장(이탈리아어: Andrea Carnevale anˈdrɛːa karneˈvaːle[*], 1961년 1월 12일, 라치오 주 몬테 산 비아조 ~)는 이탈리아의 전 축구 선수로, 현역 시절 공격수로 활약했다.

## 클럽 경력
이탈리아의 여러 구단에서 활약한 카르네발레는 나폴리에서 1986년부터 1990년까지 몸담아 디에고 마라도나와 카레카와 함께 발을 맞추어 2번의 작은 방패, 1번의 코파 이탈리아, 그리고 1번의 UEFA컵 우승을 거두었다.
1990년, 그는 로마로 이적했는데, 1년차 처음 5경기에서 4골을 넣은 후, 그는 동료 안젤로 페루치와 함께 도핑 양성 반응으로 1년 출장 정지 징계를 받았다. 그는 로마에서 2년을 더 보내다가 세리에 B의 페스카라와 우디네세에서 3년을 더 보내고 은퇴했다.

## 국가대표팀 경력
카르네발레는 1989년부터 1990년까지 이탈리아 국가대표팀에서 10경기 출전해 2골을 기록했다. 그는 1989년 4월 22일, 1-1로 비긴 베로나에서의 우루과이 친선전에서 성인 국가대표팀 첫 경기에 출전했다. 그는 4-0으로 이긴 1989년 4월 26일, 타란토에서의 헝가리와의 경기에서 첫 국가대표팀 득점을 기록했고, 같은 해 9월 20일에 체세나에서 열린 불가리아와의 경기에서도 1골을 추가했다. 그는 이후 이탈리아의 1990년 월드컵 선수단에 이름을 올려 안방에서 열린 월드컵에서 3위의 성과를 냈다. 카르네발레는 대회 본선과 친선전에서 모두 주전으로 활약하였고, 월드컵 조별 리그 2경기에서 뒤었다.
오스트리아와의 1990년 대회 본선 1차전에서 토토 스킬라치와 교체된 카르네발레는 2분 뒤에 스킬라치의 득점을 목격했다. 카르네발레는 미국과의 경기에도 출전했지만, 무득점으로 침묵하고 또다시 스킬라치와 교체되었다. 이 경기는 그의 이탈리아 국가대표팀 마지막 경기이기도 했다. 그는 대회 후, 더 이상 국가대표팀에 차출되지 못했다.
카르네발레는 1988년 하계 올림픽에 이탈리아를 대표로 참가하기도 했는데, 이탈리아는 이 대회 준결승전까지 올라가 대회를 4위로 마감했다.

## 수상

### 클럽
나폴리
- 세리에 A: 1986–87, 1989–90
- 코파 이탈리아: 1986–87
- UEFA컵: 1988–89

### 국가대표팀
이탈리아
- 월드컵 3위: 1990

### 서훈
-  이탈리아 공화국 공로장: 5등급 / 기사장: 1991